# Арматолы

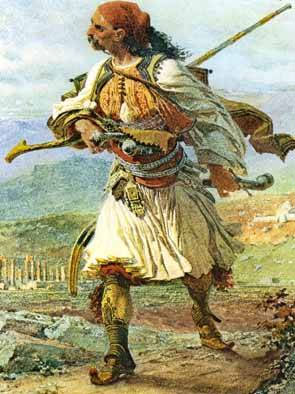
Арматол

Армато́лы (греч.  αρματολοί) — в период османского владычества в Греции представители местного христианского населения  (преимущественно греки), имевшие право на ношение оружия. По поручению османских властей арматолы поддерживали правопорядок на местах, преследовали преступников, боролись с отрядами клефтов и гайдуков. Территории, находившиеся под контролем арматолов, получили название арматоликов. Термин происходит от итальянского armato — «вооруженный».
Первые арматолики появились в середине XV века в труднодоступном горном районе Аграфа в Центральном Эпире. Наибольшее распространение арматолы получили в Фессалии и Македонии. Часто в арматолы переходили бывшие гайдуки, получавшие помилование от османских властей. Во главе отрядов арматолов стояли капитаны и протопаликары (лейтенанты). В период Греческой революции начала XIX века арматолы составили основу вооруженных сил восставшей Греции.

## Знаменитые арматолы
- Теодорос Колокотронис
- Георгиос Караискакис
- Одиссей Андруцос
- Афанасий Дьяк
- Олимпиос, Георгакис